# Sin frenos
Sin frenos es el título del cuarto y último álbum de estudio grabado por la banda de pop/rock española La Quinta Estación. Fue lanzado al mercado bajo el sello discográfico Sony Music Latin el 17 de marzo de 2009. Es el primer y único álbum de la banda desde la partida de su guitarrista Pablo Domínguez a finales del 2008. El álbum Sin frenos fue producido de nueva cuenta por Armando Ávila.
El domingo 31 de enero de 2010, Sin frenos ganó el Premio Grammy al Mejor Álbum de Pop Latino en la 52°. anual de los Premios Grammy.

## Información del álbum
Durante el verano de 2008  el lanzamiento de un cuarto álbum de estudio fue estimado para octubre. Hacia finales de 2008, circulaban rumores sobre la separación de los por aquel entonces tres miembros de La Quinta Estación. Sin embargo, la vocalista de la banda, Natalia Jiménez, los negó. En diciembre fue confirmado que su nuevo disco llevaría el nombre de Sin frenos y que saldría a la venta en marzo de 2009. Al mismo tiempo se confirmó que Pablo Domínguez dejaba el grupo para unirse a otro llamado Siete Horas. El dúo continuó trabajando en su álbum y manifestó no extrañar al guitarrista y no haber notado su ausencia, ya que ellos habían sido siempre la mayor carga autoral de la banda. El primer sencillo del álbum, Que te quería, fue lanzado el 5 de enero y se situó rápidamente en los primeros lugares de popularidad en España, México y Latinoamérica. Ángel Reyero ha dicho que Sin frenos es un disco "distinto y variado", en el que todos los sonidos están llevados al extremo:

"En este caso nos han incentivado para hacer algo totalmente distinto a lo anterior y por eso le llamamos al disco Sin frenos, y de hecho en este disco no hay ninguna canción que se parezca".

Dijo además que el nuevo álbum fue bastante fácil de grabar y que la mayoría de sus composiciones, fueron escritas por experiencias de amigos y de gente "que te cuentan historias interesantes" y no por anécdotas personales.
El disco fue grabado en la ciudad de México y está conformado por doce temas inéditos y una versión a dueto con Marc Anthony llamada Recuérdame. Las canciones Que te quería, Mis labios por tus piernas, Esta noche no y Sin salida fueron producidas por Tom Lord Alge. El resto de las canciones fueron mezcladas por el productor Armando Ávila. En mayo, la banda confirmó que Recuérdame será el segundo corte musical de Sin frenos.

## Lista de canciones
| Sin frenos |                                 |                                 |          |  |
| N.º        | Título                          | Escritor(es)                    | Duración |  |
| 1.         | «Que te quería»                 | Ángel Reyero · Armando Ávila    | 3:49     |  |
| 2.         | «Me dueles»                     | Natalia Jiménez · Armando Ávila | 3:25     |  |
| 3.         | «Mis labios por tus piernas»    | Ángel Reyero · Armando Ávila    | 3:24     |  |
| 4.         | «Te quiero»                     | Natalia Jiménez · Armando Ávila | 3:35     |  |
| 5.         | «Sin frenos»                    | Ángel Reyero · Armando Ávila    | 3:33     |  |
| 6.         | «Recuérdame»                    | Natalia Jiménez · Armando Ávila | 3:27     |  |
| 7.         | «Esta noche no»                 | Ángel Reyero                    | 3:40     |  |
| 8.         | «Es cierto»                     | Natalia Jiménez · Armando Ávila | 3:36     |  |
| 9.         | «Te supieron a poco»            | Ángel Reyero                    | 3:40     |  |
| 10.        | «Quiéreme mucho»                | Natalia Jiménez · Armando Ávila | 3:48     |  |
| 11.        | «Engañame»                      | Natalia Jiménez · Armando Ávila | 3:11     |  |
| 12.        | «Sin salida»                    | Ángel Reyero · Armando Ávila    | 3:14     |  |
| 13.        | «Recuérdame» (con Marc Anthony) | Natalia Jiménez · Armando Ávila | 4:06     |  |
| 46:17      |                                 |                                 |          |  |

### Bonus tracks
Edición iTunes

| N.º | Título                         | Escritor(es)                    | Duración |  |
| 14. | «Es cierto (versión mariachi)» | Natalia Jiménez · Armando Ávila | 3:36     |  |

## Ventas y logros
Sin frenos debutó en la posición número 2 en España detrás de No Line on the Horizon de U2, y fue certificado disco de oro en solo dos semanas. Logró además, permanecer ocho semanas en los primeros puestos de la lista de los álbumes más vendidos de este país.
En los Estados Unidos, debutó en la primera posición del Top Latin Albums y del Latin Pop Albums, siendo el primer álbum de La Quinta Estación en alcanzar el número uno en dichas listas. También se colocó en el primer lugar de ventas en Puerto Rico. En México, el álbum entró en el octavo puesto del Top 100 y logró llegar al tercer lugar en la semana del 8 al 15 de marzo. La empresa de certificaciones de ventas de álbumes de dicho país, Amprofon, le otorgó hasta el momento el disco de oro por ventas equivalentes a 50.000 unidades.
El tema Recuérdame a dueto con Marc Anthony se convirtió en el sencillo más exitoso y vendido del álbum. En el año 2015 fue versionada por el grupo crossover italiano Il Volo para su álbum Grande Amore donde se incluyeron dos versiones, una versión en español y uno más en italiano con el título de Ricordami.
| Lista (2009)                    | Mejor posición |
| ------------------------------- | -------------- |
| Argentina                       | 7              |
| España                          | 2              |
| Europa                          | 43             |
| México                          | 3              |
| Perú                            | 14             |
| U.S. Billboard Top Latin Albums | 1              |
| U.S. Billboard Latin Pop Albums | 1              |
| U.S. Billboard 200              | 120            |
| Venezuela                       | 6              |

| País   | Empresa    | Certificación | Ventas  |
| ------ | ---------- | ------------- | ------- |
| España | PROMUSICAE | Oro           | 40 000+ |
| México | AMPROFON   | Oro           | 50 000+ |

## Créditos
| - Marc Anthony – arreglista, didgeridoo, realizador, voz - Armando Ávila – guitarra acústica, guitarra, piano, arreglista, guitarra eléctrica, órgano, programador, sintetizador, didjeridu, ingeniero, mellotrón, bajo sexto, mezcla, wurlitzer, coros, dirección, realizador - Emilio Ávila – dirección - Iván Barrera – bajo sexto - Javier Barrera – batería - Andrés Bermúdez – ingeniero, mezcla - Julio C. Reyes – piano, arreglista, didjeridu, realizador - Enrique Covarrubias – fotografía - Mario Guini – guitarra - Femio Hernández – asistente - Ted Jensen – masterización - Aarón Jiménez – violín - Jesús Jiménez – violín | - Natalia Jiménez – voz - Tom Lord-Alge – mezcla - Esteban Rivera Martínez – trombón - Pablo Martínez – violín - José Juan Melo – violín - Pepe Ortega – ingeniero de grabación - Juan Carlos Moguel – ingeniero de grabación. - Gilda Oropeza – A&R - Luis Manuel Ortega – guitarrón, cuerda, Arreglos en "Es cierto" Versión Mariachi. - Rafael Pérez – violín - Fernando Ramírez "FMRAT" – asistente de grabación - Víctor Hugo Vilchis - asistente de grabación - Ángel Reyero – guitarra acústica, guitarra, armónica, guitarra eléctrica, coros - Judith Reyes – viola - Ignacio Segura – asistente de producción - Andrew Synowiec – guitarra - Grabado y mezclado en Cosmos Estudios y Elith Estudios. Ciudad de México. |